# Romsym Data
Romsym Data este o companie de IT din România, înființată în 1992.
Activitatea principală a firmei este distribuția de aplicații software produse de Symantec, Macromedia, Adobe, Veritas, SPSS și Dot Hill.
Cifra de afaceri:
- 2010: 5,9 milioane euro[3]
- 2007: 7 milioane euro[2]
- 2006: 4,6 milioane euro[4]

Venit net în 2006: 650 mii euro